# Podobwód Dęblin-Ryki Armii Krajowej

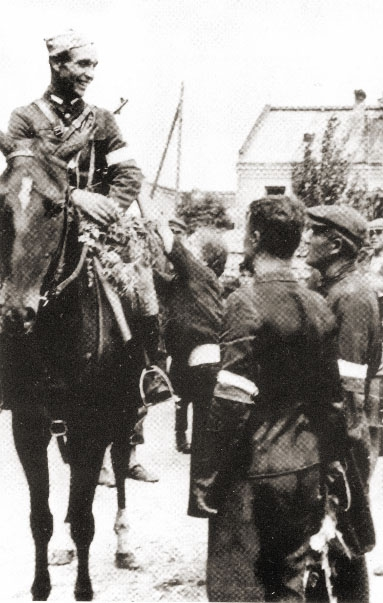
Marian Bernaciak

Podobwód Dęblin-Ryki (inaczej Podobwód „A” Dęblin-Ryki) – jednostka partyzancka Związku Walki Zbrojnej, a następnie Armii Krajowej. Operowała na terenie powiatu ryckiego na Lubelszczyźnie.
Podobwód ten wchodził w skład Obwodu Puławy Okręgu Lublin AK, a szefem jego kedywu był Marian Bernaciak ps. „Dymek”, „Orlik”.